# Akarnania

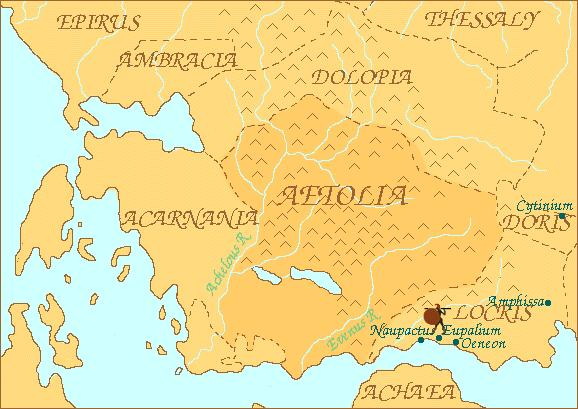
Położenie starożytnej Akarnanii

Akarnania (Ακαρνανία, Akarnanía) – kraina historyczna w zachodniej części Grecji, między Etolią a Epirem, rozłożona nad Zatoką Ambrakijską. Jest to kraj górzysty, w starożytności pokryty lasami i zamieszkiwany początkowo przez plemiona iliryjskie, a później opanowany przez plemiona doryckie. W III wieku p.n.e. Akarnania należała do Związku Etolskiego. Obecnie terytorium Akarananii wchodzi w skład prefektury Etolia i Akarnania.